# طابق 99
طابق 99 رواية للروائية والصحافية اللبنانية جنى الحسن. صدرت الرواية لأوّل مرة عام 2014 عن منشورات ضفاف في بيروت. ودخلت في القائمة النهائية «القصيرة» للجائزة العالمية للرواية العربية لعام 2015، المعروفة باسم «جائزة بوكر العربية».

## حول الرواية
تمتد أحداث الرواية ما بين لحظة مفصلية في مجزرة صبرا وشاتيلا أيلول 1982 وبين نيويورك عام 2000. يقع «مجد»، الشاب الفلسطيني الذي يحمل ندبة المجزرة في جسده بحب «هيلدا» المسيحية التي تنتمي لعائلة إقطاعية تمتّعت بنفوذ اليمين المسيحي أثناء الحرب الأهلية اللبنانية. يبدأ الصدام حين تقرر الفتاة، التي تتعلم الرقص وتمتهنه في «نيويورك»، العودة إلى قريتها في جبل لبنان لإعادة اكتشاف ماضيها. يجد «مجد» نفسه بين تصوره للعدو القديم وخوفه من خسارتها، مضطرًا إلى استعادة أحداث مؤلمة أودت بحياة والدته وشقيقه الجنين، وحولت والده من معلّم إلى بائع ورد في حي هارلم الشهير في أميركا. تبدو هوية «مجد» الفلسطينية، من مكتبه الواقع في «الطابق 99» في أحد مباني «نيويورك»، ملتبسة، خصوصًا كونه ولد في الشتات ولم يمتلك يومًا تجربة حيّة في موطنه الأصلي. تضع أحداث الرواية جيل ما بعد الحرب في مواجهة مع أسلافه، حيث تحاول الروائية من خلال تلك المواجهة طرح الأسئلة حول جدوى الحروب القديمة، وإن كانت قد توقّفت وانتهت فعلًا، وتأملات حول مقدرة الحب على إزالة الأحقاد والعداوات.